# Paços de Ferreira
Paços de Ferreira es una ciudad portuguesa del distrito de Oporto, região Norte, comunidad intermunicipal de Támega y Sousa, con 7491 habitantes, capital del municipio homónimo, con 55 598 habitantes.
Es conocida como Capital do Móvel (Capital del Mueble), siendo el más importante centro de producción de mobiliario de Portugal,   contando con alrededor de 5000 empresas que suman la más grande área de exposición y venta de muebles de Europa, estimada en 2,5 millones de metros cuadrados.
Su equipo de fútbol, el FC Paços de Ferreira, se clasificó por tres veces para las competiciones de la UEFA (Liga de Campeones y Europa League), fue subcampeón de la Taça de Portugal en 2008/09 y de la Taça da Liga en 2010/11.

## Geografía
El municipio de Paços de Ferreira ocupa una región natural planáltica llamada Chã de Ferreira. Su área es de 72,65 km² de área y cuenta 55 598 habitantes (2021). Está tradicionalmente subdividido en 16 freguesias, que se han reducido a 12 en la reforma administrativa efectuada en 2013. El municipio está limitado al este por Lousada, al sur por Paredes, al sudoeste por Valongo y al oeste y norte por Santo Tirso. 

## Historia
El territorio del actual municipio de Paços de Ferreira fue ocupado desde la prehistoria. De hecho, en la freguesia de Sanfins de Ferreira se encuentra un importante castro, la Citânia de Sanfins, que fue uno de los principales asentamientos de los pueblos galaicos que poblaron el noroeste de la península ibérica.

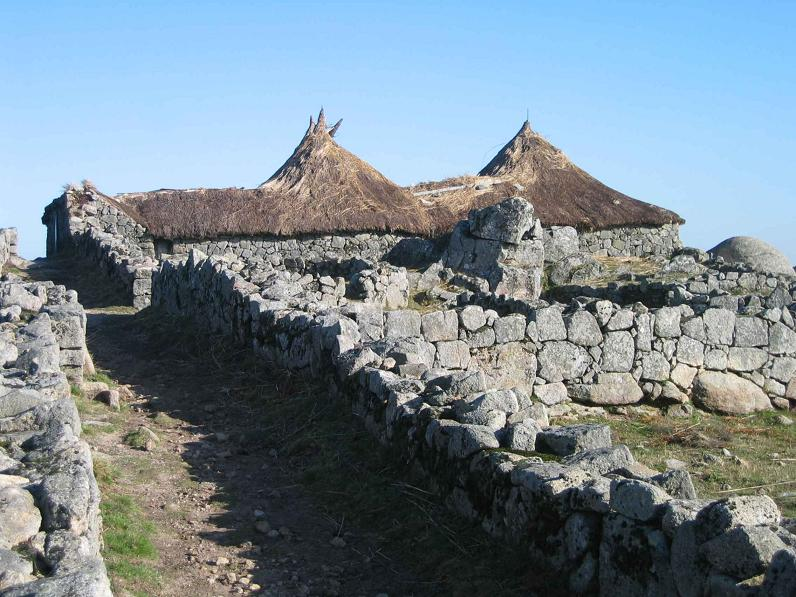
Citania de Sanfins

Si, por un lado, el aislamiento del territorio, rodeado de pequeñas sierras, favoreció la ocupación prehistórica, fue un obstáculo a su desarrollo en épocas de paz. Asimismo, en la época medieval, la Chã de Ferreira fue una zona poco poblada, sin centros administrativos importantes, y que se organizaba alrededor del monasterio de São Pedro de Ferreira y de los nobles de Frazão.

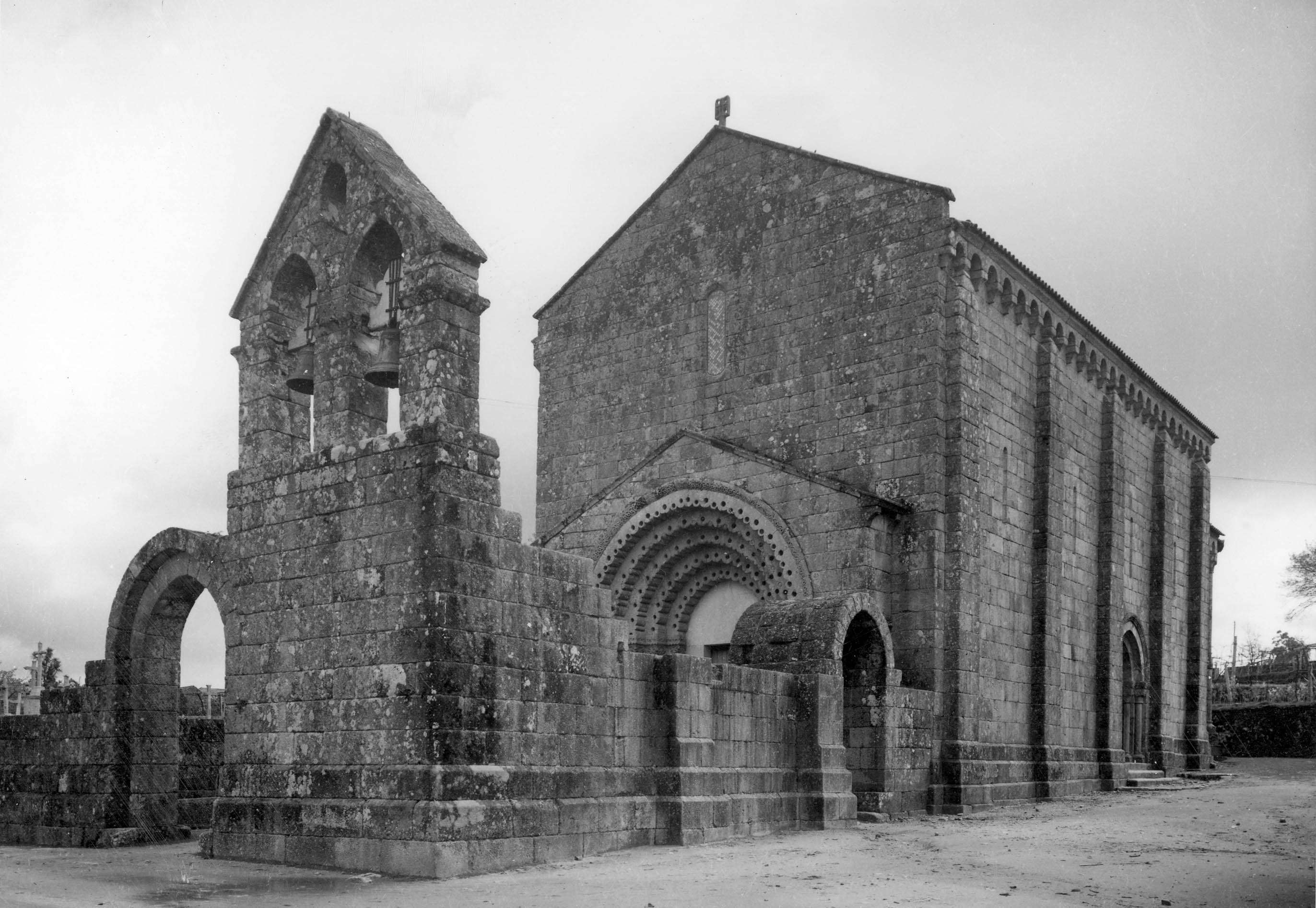
Monasterio de Ferreira, de estilo románico

La situación cambió radicalmente tras la guerra civil portuguesa, cuando las reformas del nuevo régimen constitucional establecieron un nuevo municipio que agrupó las poblaciones del planalto y fue elegida la parroquia más central, Paços de Ferreira, como capital. El decreto de creación del municipio fue firmado por la reina D. Maria II el 6 de noviembre de 1836, fecha que fue declarada festivo municipal.
El municipio registró un crecimiento notable, habiendo sextuplicado su población desde su creación. Para ello contribuyó la elevada natalidad, la cercanía a la ciudad de Oporto, la mejoría de los accesos, y la buena rentabilidad agrícola del suelo, que permitieron que el municipio escapara a la ola migratoria que en las décadas de 50 y 60 tuvo lugar en Portugal.
En el princípio del siglo XX, un profesor local, Albino de Matos, inventó un conjunto de instrumentos que revolucionaron la enseñanza de la geometría en las escuelas primarias de Portugal. La fábrica que abrió para producir estos instrumentos creció rápidamente y fue el germen de la industria de mobiliario del municipio, que en la segunda mitad del siglo XX, con el desarrollo económico del país, se reconvertió, empezando a producir muebles domésticos.
En las décadas siguientes, el crecimiento de esta industria, que acabó volviéndose la más importante de su sector en Portugal, permitió aumentar todavía más la velocidad de crecimiento demográfico del municipio. En la década de 1980 se empezó a realizar la feria de mobiliario "Capital do Móvel", que hizo famosa a la industria del municipio y acabó por darle el apodo por lo cual es conocido hoy en día.
En 20 de mayo de 1993, por decreto del parlamento portugués, pasó a la categoría de ciudad. Lo mismo sucedió con la freguesia de Freamunde, que es ciudad desde 19 de abril de 2001. Las freguesias de Frazão y Carvalhosa tienen la categoría de villa desde 1995 y 2004, respectivamente.
En el inicio del siglo XXI el municipio empezó a tener también un cierto carácter suburbano, ocasionado por la apertura, en 2004, de la autopista que conecta Paços de Ferreira con Oporto en tan sólo 15 minutos de viaje.

## Demografía
| Gráfica de evolución demográfica de Paços de Ferreira entre 1864 y 2021 |
|                                                                         |
| Datos según el nomenclátor publicado por el INE portugués.              |

## Freguesias
Las freguesias de Paços de Ferreira son las siguientes:
- Carvalhosa
- Eiriz
- Ferreira
- Figueiró
- Frazão Arreigada
- Freamunde
- Meixomil
- Paços de Ferreira
- Penamaior
- Raimonda
- Sanfins Lamoso Codessos
- Seroa

## Economía
Con más de 5000 empresas que generan un volumen de negocios anual de 1100 millones de euros, Paços de Ferreira es uno de los municipios más industrializados de Portugal. La industria es, asimismo, el principal sector de actividad del municipio, generando más de 375 millones de euros anuales en exportaciones.
El mobiliario es la principal industria de Paços de Ferreira, que cuenta con alrededor de 2,5 millones de metros cuadrados de tiendas y fábricas, la cual es considerada la más grande área de producción y venta de muebles de Europa. En su territorio hay también 168 empresas del sector textil, que es conocido por la producción de vestuario para grandes marcas internacionales y por el desarrollo y fabricación de los bañadores LZR Racer, que han permitido batir docenas de récords mundiales y olímpicos en la natación.
A nivel agrícola, y a pesar de que esta actividad haya perdido importancia en la economía municipal, destaca la producción de maíz, símbolo del municipio. Paços de Ferreira se halla también en territorio de denominación de origen de los Vinhos Verdes.